# Хірадо-Сінден-хан

Мон роду Мацура

Хірадо-Сінден-хан (яп. 平戸新田藩, ひらどしんでんはん) — хан в Японії, у провінції Хідзен, регіоні Кюсю. Дочірній хан Хірадо-хану.

## Короткі відомості
- Адміністративний центр: містечко Татеяма (сучасне місто Хірадо префектури Наґасакі).

- Інші назви: Хірадо-Татеяма-хан (平戸館山藩).

- Дохід: 10 000 коку.

- Управлявся родом Мацура, що належав до тодзама і мав статус володаря табору (陣屋). Голови роду мали право бути присутніми у вербовій залі сьоґуна.

- Ліквідований в 1871.

## Правителі
| № | Ім'я             | Ім'я    | Роки        | Ранг, титул       | Примітки                      |
| - | ---------------- | ------- | ----------- | ----------------- | ----------------------------- |
| 1 | Мацура Масасі    | 松浦 昌 | 1689 — 1706 | невідомо          | Другий син Мацури Сіґенобу ІІ |
| 2 | Мацура Сатосі    | 松浦 邑 | 1706 — 1708 | невідомо          | Син Мацури Масасі             |
| 3 | Мацура Тікасі І  | 松浦 鄰 | 1708 — 1728 | 従五位下 豊後守   | Син Мацури Сатосі             |
| 4 | Мацура Ітару     | 松浦 到 | 1728 — 1766 | 従五位下 大和守   | Шостий син Мацури Ацунобу     |
| 5 | Мацура Такасі    | 松浦 宝 | 1766 — 1783 | 従五位下 大和守   | Син Мацури Ітару              |
| 6 | Мацура Тадасі    | 松浦 矩 | 1783 — 1803 | 従五位下 大和守   | Син Мацури Такасі             |
| 7 | Мацура Тікасі ІІ | 松浦 良 | 1803 — 1814 | 従五位下 織部正   | Син Мацури Йосінобу           |
| 8 | Мацура Хікару    | 松浦 晧 | 1814 — 1850 | 従五位下 豊後守   | Четвертий син Мацури Кійосі   |
| 9 | Мацура Наґасі    | 松浦 脩 | 1850 — 1870 | 従五位下 左近将監 | Син Мацури Хікару             |